# آتانازیا پوریدو
آتانازیا پوریدو (انگلیسی: Athanasia Pouridou؛ زادهٔ ۲۲ ژانویهٔ ۱۹۷۵) بازیکن فوتبال اهل یونان است.
وی همچنین در تیم ملی فوتبال Greece بازی کرده‌است.